# Семенихин, Геннадий Александрович
Генна́дий Алекса́ндрович Семени́хин (17 [28] декабря 1919, Новочеркасск, Всевеликое войско Донское — 22 октября 1984, Новочеркасск, Ростовская область, РСФСР, СССР) — русский советский писатель, журналист. Участник Великой Отечественной войны. Трёхкратный кавалер ордена Красной Звезды, кавалер ордена «Знак Почёта», лауреат Литературной премии Министерства обороны СССР.

## Биография
Геннадий Семенихин родился в Новочеркасске, столице Донского казачества. Он был одним из трёх сыновей Александра Сергеевича, преподавателя математики и геодезии в Гидромелиоративном техникуме, и Надежды Яковлевны, выпускницы высших Бестужевских курсов, домохозяйки.
С шестого класса школы Геннадий начал писать стихи и рассказы, которые печатались в детской газете «Ленинские внучата», выпускавшейся в Ростове-на-Дону. После седьмого класса поступил в Гидромелиоративный техникум, а по его окончании был направлен на работу в Калмыкию, где был назначен начальником изыскательско-строительной партии на сооружении оросительных систем. В это же время начал активно сотрудничать как нештатный корреспондент в местных газетах, а также изданиях Дона и Ставрополья.
В 1939 году Геннадий Семенихин был призван Ставропольским городским военным комиссариатом на срочную службу в ряды Рабоче-крестьянской Красной Армии. До 1940 года служил в 56-й авиационной бригаде и окончил школу младших авиационных специалистов. В 1940 году в журнале «Полымя», выпускавшемся в Минске, был опубликован его первый рассказ «Госпиталь».
С начала Великой Отечественной войны Семенихин работал литературным сотрудником газеты «Боевая трасса» 43-й авиабригады, а с 1942 года — специальным корреспондентом в газете 20-й армии Западного фронта «За честь Родины!». С октября того же года являлся фронтовым корреспондентом Центральной газеты ВВС СССР «Сталинский Сокол»..
Получив разрешение будущего Главного маршала авиации Александра Александровича Новикова Геннадий Семенихин участвовал в боевых вылетах штурмовиков Ил-2 в качестве воздушного стрелка. За время войны совершил 15 боевых вылетов, в одном из боёв был ранен, а после госпиталя вернулся в свой полк. Участвовал в боях за освобождение Варшавы, Праги и Берлина. За выполнение боевых заданий дважды награждался орденом Красной Звезды.
После войны работал корреспондентом газеты «Красная звезда» по Северо-Кавказскому и Закавказскому военным округам, научным сотрудником журнала «Авиация и космонавтика», начальником отдела литературы и искусства журнала «Советский воин». Военные рассказы Геннадия Семинихина печатались в журнале «Доблесть».
В 1958 году принят в члены Союза писателей.
Значительную часть творчества посвятил первым космонавтам. Сопровождал Ю. А. Гагарина и Г. С. Титова в их зарубежных поездках, находился в районах приземлений кораблей «Восток-3» и «Восток-4». В 1968 году за роман-дилогию «Космонавты живут на земле» удостоен Литературной премии Министерства обороны СССР.
Последние годы жизни изучал историю Донского казачества и города Новочеркасска, в котором родился и вырос. В 1979 году стал почётным гражданином Новочеркасска. Исторический роман «Новочеркасск», повествующий о периоде Атамана Платова стал последним из напечатанных произведений.

Могила Семенихина Г.

Скончался  от инфаркта 22 октября 1984 года в гарнизонном госпитале Новочеркасска. Похоронен в Москве на Кунцевском кладбище.

## Произведения
- повесть «Испытание» (1953)
- повесть «Пани Ирена» (1963)
- роман «Летчики» (1956)
- роман «Над Москвою небо чистое» (1961)
- роман «Космонавты живут на Земле» (1965)
- роман «Лунный вариант» (1968)
- роман «Жили два друга» (1972)
- пьеса «Дерзкие земляне» (1973, совместно с Д. В. Малашевым, посвящена советским лётчикам и космонавтам)
- исторический роман «Новочеркасск» (1977)[6]